# NGC 1800
NGC 1800 è una piccola galassia irregolare situata nella costellazione della Colomba, a una distanza di circa 25 milioni di anni luce dalla nostra Via Lattea.

## Scoperta
La galassia è stata scoperta il 19 novembre 1835 dall'astronomo britannico John Herschel.

## Descrizione

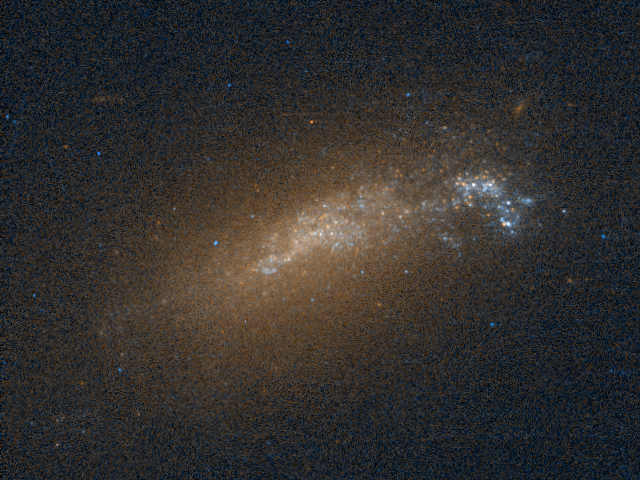
NGC 1800 in un'immagine dettagliata ripresa dal Telescopio spaziale Hubble.

NGC 1800 ha una classe di luminosità V-VI e presenta una larga riga a 21 cm dell'idrogeno neutro.
Nella galassia sono presenti anche regioni di idrogeno ionizzato.

## Gruppo di NGC 1800
NGC 1800 assieme a UGCA 103 (ESO 422-41) e UGCA 106 (ESO 362-9), forma il Gruppo di NGC 1800.